# 郵政式拼音
邮政式拼音是一个以拉丁字母拼写中国地名的系统。始於晚清，1906年春季於上海举行的「帝国邮电联席会议」（Imperial Postal Joint-Session Conference）通过其使用。此系统对中国地名的拉丁字母拼写法进行统一和规范。帝国邮电联席会议决定，基本上以翟理斯所编《华英字典》（1892年上海初版）中的拉丁字母拼写法为依据。《华英字典》所用的拼音实际为威妥玛拼音。为了适合打电报的需要，会议决定不采用任何附加符号（例如送气符号等）。
邮政式拼音规定，广东以及广西、福建一部分地区的地名，一律按当地的方音拼写（翟理斯《华英字典》中，附有各个汉字的广东、客家、厦门、温州、宁波等9个方言区的方音拼法）。而帝国邮电联席会议统一地名拼法以前，有一部分地名已经有了拉丁字母的习惯拼法，这部分地名保留不变。例如Amoy（厦门）、Canton（广州）等。
1912年中华民国成立之后继续使用邮政式拼音，因此它是20世纪上半叶西方国家拼写中国地名最常用的系统。
中华人民共和国於1958年通過漢語拼音方案後，邮政式拼音作为中国大陆地名的音译标准仍然在国际上通行，直至1977年聯合國第三届地名标准化会议确定的国际标准正式改用漢語拼音拼寫中國大陸地名。1987年12月2日中国地名委员会、城乡建设环境保护部、国家语言文字工作委员会发布《关于地名标志不得采用“威妥玛式”等旧拼法和外文的通知》（中地发〔1987〕21号）指出：

但近来发现有个别城市，在街道路牌上对地名的罗马字母拼写未采用汉语拼音，而采用“威妥玛式”等旧拼法，有的对地名通名部分不用汉语拼音而用英文译写，这种做法违背了我国政府作出的并经联合国通过的规定，会在国内外造成不良影响，给地名标准化造成新的混乱。为此，经请示国务院同意，特作如下通知：

一、地名标志上的地名，其专名和通名一律采用汉语拼音字母拼写，不得使用“威妥玛式”等旧拼法，也不得使用英文及其他外文译写。违背上述原则的，应及时予以更正。

二、地名的汉语拼音字母拼写按中国地名委员会等部门颁发的《中国地名汉语拼音字母拼写规则（汉语地名部分）》和原中国文字改革委员会等部门颁发的《少数民族语地名汉语拼音字母音译转写法》的规定执行。

需要注意的是，中国地名的旧式拉丁译写，绝大多数都是采用郵政式拼音，而不是威妥玛式拼音，如Peking、Tsingtao、Tientsin、Nanking等。
縱然如此，不少著名機構與歷史悠久的學府仍然保留原有的名稱，如青島啤酒（Tsingtao Beer）、清華大學（Tsinghua University）、北京大學（Peking University）、蘇州大學（Soochow University）。歷史悠久的機場所用的IATA代碼仍然是以郵政式拼音為基礎，如北京首都国际机场的IATA代碼PEK（來自於），廣州白雲國際機場的IATA代碼CAN（來自於），福州長樂國際機場的IATA代碼FOC（來自於）等等。此外，揚子江（Yangtze River，即長江）亦是少數保留郵政式拼音的地名之一。
邮政式拼音以威妥玛拼音为根据，不过采用一些已经普及化的地名拼法。此外，一些地方使用当地方言或古音来拼写其地名，例如廣東省的地名大多以粵語為基礎。

## 郵政拼音與威妥瑪拼音差異
邮政式拼音与威妥玛拼音的主要差别有：
- 不使用附加符號與音調號

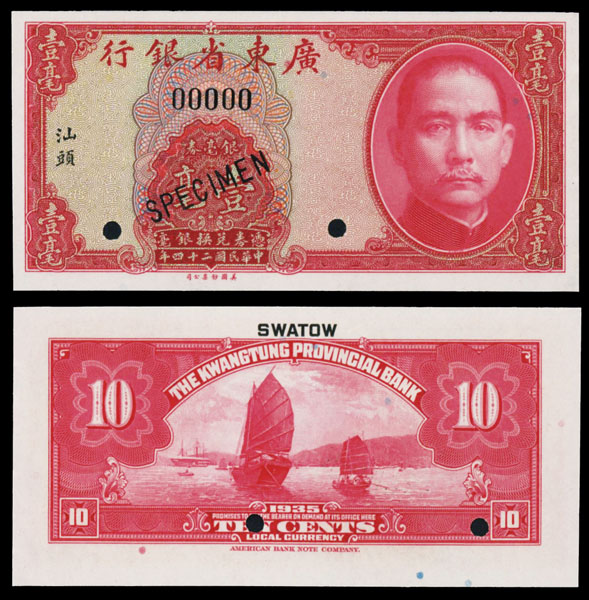
由廣東省銀行發行的鈔票，汕頭標註為「Swatow」，以潮汕話發音。

1945年的香港、澳門、廣州及珠三角地圖，除部分地方的普及和傳統拼法外，大部分地名均使用粵音郵政式拼寫（例如順德是「Shuntak」，中山是「Chungshan」）。

- Chi、ch'i、hsi（ㄐ、ㄑ、ㄒ；汉语拼音中作ji、qi、xi）在邮政式拼音中区分尖团音，以tsi、tsi、si（尖音）或 ki、ki、hi（团音）表示，例如：
  - Peking（北京；威妥玛拼音：Pei-ching）
  - Chungking（重慶；威妥瑪拼音：Chung-chʻing）
  - Nanking（南京；威妥瑪拼音：Nan-ching）
  - Tientsin（天津；威妥玛拼音：T'ien-chin）
  - Tsinan（济南；威妥玛拼音：Chi-nan）
- 威妥玛拼音的u在邮政式拼音是w，除非u在该音节裡係唯一元音：
  - Ankwo（安国；威妥玛拼音：An-kuo）
  - Soochow（蘇州；威妥玛拼音：Suchou）
  - Foochow（福州；威妥玛拼音：Fu-chou）
- 福建、广东、广西的部分地名拼法以当地方言如闽语、粤语、客家话等为準：
  - Amoy（厦门；闽语闽南片泉漳小片漳州腔，臺羅：Ēe-mûi，威妥玛拼音：Hsia-mên）
  - Swatow（汕头；闽语闽南片潮汕小片潮州話，潮州白話字：Suaⁿ-thâu，威妥玛拼音：Shan-t'ou）
  - Quemoy（金门；闽语闽南片泉漳小片漳州腔，臺羅：Kim-mûi，威妥玛拼音：Chin-mên，目前中華民國官方使用以國語為準的郵政式拼音：Kinmen）
  - Shumchun（深圳；粵拼：Sam1 Zan3，威妥玛拼音：Shên-chên）
- 普及拼法如通商口岸的西洋名字得以保留：
  - Canton（广州；，譯自葡語「Cantão」，威妥玛拼音：Kuang-chou）

## 其他特殊規則
其它特殊拼音規則包含：
- hs-（ㄒ）團音時偶可拼作sh-：
  - Kishien （薊縣；威妥瑪拼音：Chi-hsien）
- 、（ㄜ、ㄝ）皆拼作，若置於字尾且為入聲字時拼作，派入他韻之原ㄜㄝ韻入聲字依之：
  - Chengteh（承德；威妥瑪拼音：Ch'êng-tê）
  - Pehkiao（北橋；威妥瑪拼音：Pei-ch'iao）
- u置於字尾時，且該字為入聲字時作-uh：
  - Wensuh（溫宿；威妥瑪拼音：Wen-su）

## 郵政式拼音表
| 中文 | D'Anville (1790)     | 郵政               | 郵政              | 威妥瑪        | 拼音      |
| 中文 | D'Anville (1790)     | 1907               | 1919, 1947        | 威妥瑪        | 拼音      |
| ---- | -------------------- | ------------------ | ----------------- | ------------- | --------- |
| 北京 | Peking               | Peking；Pehking    | Peking (1919)     | Pei-ching     | Běijīng   |
| 北平 | —                    | —                  | Peiping (1947)    | Pei-pʻing     | Běipíng   |
| 成都 | Tching-tou-fou       | Ch'êngtu           | Chengtu           | Chʻêng-tu     | Chéngdū   |
| 重慶 | Tchong-kin-fou       | Ch'ungk'ing        | Chungking         | Chʻung-chʻing | Chóngqìng |
| 廣東 | Quang-tong           | Kwangtung          | Kwangtung         | Kuang-tung    | Guǎngdōng |
| 廣州 | Quang-tcheou；Canton | Kwangchow          | Canton；Kwangchow | Kuang-chou    | Guǎngzhōu |
| 福建 | Fokien               | Fukien             | Fukien            | Fu-chien      | Fújiàn    |
| 福州 | Fou-tcheou-fou       | Foochow；Foochowfu | Foochow           | Fu-chou       | Fúzhōu    |
| 廈門 | Hia-men；Emoui       | Hsiamên            | Amoy              | Hsia-mên      | Xiàmén    |
| 桂林 | Quei-li-ng-fou       | Kweilin            | Kweilin           | Kuei-lin      | Guìlín    |
| 杭州 | Hang-tcheou          | Hangchow           | Hangchow          | Hang-chou     | Hángzhōu  |
| 江蘇 | Kiang-nan            | Kiangsu            | Kiangsu           | Chiang-su     | Jiāngsū   |
| 濟南 | Tci-nan-fou          | Tsinan             | Tsinan            | Chi-nan       | Jǐnán     |
| 南京 | Nan-king             | Nanking            | Nanking           | Nan-ching     | Nánjīng   |
| 青島 | —                    | Ts'ingtao          | Tsingtao          | Chʻing-tao    | Qīngdǎo   |
| 四川 | Se-tchuen            | Szechw'an          | Szechwan          | Ssu-chʻuan    | Sìchuān   |
| 蘇州 | Sou-tcheou-fou       | Soochow；Suchow    | Soochow           | Su-chou       | Sūzhōu    |
| 天津 | Tien-king-oei        | T'ientsin          | Tientsin          | T'ien-chin    | Tiānjīn   |
| 西安 | Si-ngan-fou          | Singan             | Sianfu；Sian      | Hsi-an        | Xī'ān     |

### 皖
- Anhwei Province（安徽省，威妥瑪拼音：An-hui）
  - An-ch'ing Shih（安慶市，威妥瑪拼音：An-ch'ing）
  - Ho-fei Shih（合肥市，威妥瑪拼音：Ho-fei）
  - Huang-shan Shih（黃山市，威妥瑪拼音：Huang-shan）
  - Ma-an-shan Shih（馬鞍山市，威妥瑪拼音：Ma-an-shan）
  - Tun-hsi Shih（屯溪市，威妥瑪拼音：T'un-hsi）

### 浙
- Chekiang Province（浙江省，威妥瑪拼音：Chê-chiang）
  - Chiang-shan Shih（江山市，威妥瑪拼音：Chiang-shan）
  - Ch'ü-chou Shih（衢州市，威妥瑪拼音：Ch'ü-chou）
  - Hang-chou Shih（杭州市，威妥瑪拼音：Hang-chou）
  - Hsiao-shan Shih（蕭山市，威妥瑪拼音：Hsiao-shan）
  - Lan-hsi Shih（蘭溪市，威妥瑪拼音：Lan-hsi）
  - P'ing-hu Shih（平湖市，威妥瑪拼音：P'in-hu）
  - Wen-chou Shih（溫州市，威妥瑪拼音：Wen-chou）

### 渝
- Ch'ung-ch'ing Shih（重慶市，威妥瑪拼音：Ch'ung-ch'ing）

### 閩
- Fukien Province（福建省，威妥瑪拼音：Fu-chien）
  - Foochow（福州市，威妥瑪拼音：Fu-chou）
  - Amoy（廈門市，白話字：Ēe-mûi）
  - Chang-chou Shih（漳州市，威妥瑪拼音：Chang-chou）
  - Ch'üan-chou Shih（泉州市，威妥瑪拼音：Ch'üan-chou）
  - Chin-chiang ti-ch'ü（晉江地區，已撤銷，威妥瑪拼音：Chin-chiang）

### 瓊
- Hainan Province（海南省，威妥瑪拼音：Hai-nan）
  - Hai-nan  hsing cheng ch'ü（海南行政區，已撤銷，威妥瑪拼音：Hai-nan）
  - Hai-k'ou Shih（海口市，威妥瑪拼音：Hai-k'ou）

### 云
- Yunnan Province（云南省，威妥瑪拼音：Yun-nan）
  - Chao-tung Shih（昭通市，威妥瑪拼音：Chao-t'ung）

### 黑
- Heilungkiang Province（黑龍江省，威妥瑪拼音：Hei-lung-chiang）
  - Ho-kang Shih（鶴崗市，威妥瑪拼音：Ho-kang）
  - Shuang-ya-shan Shih（雙鴨山市，威妥瑪拼音：Shuang-ya-shan）
  - Sui-hua Shih（綏化市，威妥瑪拼音：Sui-hua）
  - Ta-ch'ing Shih（大慶市，威妥瑪拼音：Ta-ch'ing）
  - Tsitsihar（齊齊哈爾，穆麟德轉寫：cicihar）

### 豫
- Honan Province（河南省，威妥瑪拼音：Ho-nan）
  - An-yang Shih（安陽市，威妥瑪拼音：An-yang）
  - Cheng-chou Shih（鄭州市，威妥瑪拼音：Cheng-chou）
  - Hsin-cheng Shih（新鄭市，威妥瑪拼音：Hsin-cheng）
  - K'ai-feng Shih（開封市，威妥瑪拼音：K'ai-feng）
  - Lo-yang Shih（洛陽市，威妥瑪拼音：Lo-yang）
  - Nan-yang Shih（南陽市，威妥瑪拼音：Nan-yang）
  - P'ing-ting-shan Shih（平頂山市，威妥瑪拼音：P'ing-ting-shan）

### 湘
- Hunan Province（湖南省，威妥瑪拼音：Hu-nan）
  - Wu-kang Shih（武岡市，威妥瑪拼音：Wu-kang）